# Caterpillar Vol.6
Caterpillar Vol.6 è una compilation di brani trasmessi nella sesta edizione della trasmissione radiofonica Caterpillar, in onda su Radio 2. La compilation fa parte della serie dal titolo Caterpillar. Quando il fine giustifica gli automezzi ed è stata pubblicata nell'estate del 2003. Il disco contiene 16 brani di autori vari. Il disco è un doppio CD: il CD-A contiene 14 brani di autori vari, per una durata totale di 53 min e 56 s, il CD-B contiene 15 brani di autori vari, per una durata totale di 50 min e 03 s.

## Autori presenti sul disco
Nel doppio CD è presente un'ampia rappresentanza di musica dalla Spagna con gli Amparanoia, guidati dalla cantante andalusa Amparo Sánchez, dagli Ojos de Brujo di Barcellona, caratterizzati da una ricerca di punti di incontro tra il flamenco e altri stili musicali, come il reggae, l'hip hop, il rock e la musica elettronica. Sempre di Barcellona sono i Dusminguet, che basano la loro musica su una fusione di ritmi rock con rumba, flamenco, reggae e ska, e il cantante Albert Pla, che canta in catalano e castigliano. È poi presente un brano del gruppo musicale ska-punk di Madrid Ska-P.
Anche l'Italia è rappresentata ampiamente nella raccolta: si va dal Jazz-Ska dei veneziani Ska-J al gruppo musicale e corale attivo negli anni '70 delle Baba Yaga, dai baresi Folkabbestia ai romani Nuove tribù Zulù, ai salentini Après La Classe, con il loro sound che ruota tra il dub Rock e l'electro Rock. Ci sono inoltre i torinesi Africa Unite, gruppo musicale rocksteady-dub, considerati la prima band del panorama reggae italiano, il gruppo di folk rock Yo Yo Mundi di Acqui Terme e Capone & BungtBangt, con il loro uso di strumenti fatti con materiali riciclati. I Kosovni Odpadki vengono da Gorizia, ma il loro legame linguistico e di sangue li porta dai Balcani all'Argentina, dalla Bolivia al Medio Oriente, il tutto con un'attitudine punk-rock.
Chiude il primo CD un brano della Banda Osiris, con il mix di ironia e contaminazione tra i generi che contraddistingue il gruppo. Anche il secondo CD è chiuso dalla Banda Osiris, questa volta insieme al rapper italiano Frankie hi-nrg
Il mondo francofono è rappresentato dal mix di Ska e di Reggae, di musica giamaicana, latina e Rock del gruppo di Tolosa Spook and the Guay. Sempre di Tolosa sono gli Zebda, con i loro testi focalizzati sull'impegno politico e sociale. Sono poi presenti il cantautore, polistrumentista e attore francese François Hadji-Lazaro e il gruppo rock Ramsès.
Il mondo africano è presente con Femi Kuti, cantante, compositore e musicista nigeriano nigeriano, Balla Tounkara, cantante e suonatore di kora del Mali, con il cantante pop egiziano Hisham Abbas, e con la camerunese Sally Nyolo, famosa per il suo mix di Africa occidentale e di mondo urbano parigino.
Il doppio CD è poi completato dalla cantante libanese Nawal El Zoghbi, che canta musica araba tradizionale con una sensibilità pop, dal gruppo Zuco 103, un ensemble che suona musica di impronta principalmente brasiliana, Nez da Smirne, popolare ballerina e cantante turcache combina uno stile di danza orientale moderno con musica pop di ispirazione techno, la cantante e compositrice brasiliana Rita Ribeiro che, con la sua Tecnomacumba, mostra il suo impegno per la musicalità legata alle tradizioni religiose afro- brasiliana e i The Toasters, band ska statunitense di in New York.

## Tracce

### CD-A
1. Vacileo degli Ojos de Brujo (R. Gimenez, J.I. Leprevost, Dani “Monoloco”, M. Abad) 3:08
2. Go dei Dusminguet (J. Garriga, D. Portavella, M. Vilardebo, O. Dominguez, T. Arroyos, M. Roch) 3:08
3. Toul ‘omry di Nawal Al Zoughbi (A. Moustafa) 3:59
4. Ciganski bobici dei Kosovni Odpadki (M. Punteri) 3:14
5. Paris degli Après la classe (F. Arcuti, F. Recchia) 3:02
6. Consumo gusto degli Ska-P (J.C. Sanches Suarez, R. Delgado, A.J. Amado, J.M. Redin, L.M. Planello Garcia, R. Ganan Ojea) 3:58
7. Skafinger (soul finger) dei The Toasters (A.J. Edward, R. Caldwell, B. Cauley, C. Cunningham, J. Phalon R., L. Josie) 2:36
8. Gigi di François Hadji-Lazaro (F. Hadji-Lazaro) 3:51
9. La risposta ad amando Armando dei Folkabbestia (O. Mannarini) 2:32
10. Brasil 2000 degli Zuco103 (Schmid, Vieira, Krugger) 3:22
11. Sakin ha di Nez (Ulku Aker, F. Bracardi) 6:20
12. Habibi dah (nari narien) di Hisham Abbas (A. Al Himshari) 4:22
13. Traitors of Africa di Femi Kuti (F. Kuti) 5:28
14. Canzone popular populista della Banda Osiris (G.L. Carlone, R. Carlone, G.C. Macrì, C. Sabelli Fioretti) 4:42

### CD-B
1. Back in the USSR delle Baba Yaga (J. Lennon, P. McCartney) 1:41
2. L'erreur est humaine di Zebda (Magyd Cherfi, Zebda) 4:30
3. El lado mas bestia de la vida di Albert Pla (L. Reed, A. Pla) 4:37
4. Don't leave me now degli Amparanoia (A. Sanchez, E. Vega “Muñeco”, Jairo, Zavala) 3:38
5. Music is a weapon di Spook and the guay (X. Couderc, Spook and the Guay) 3:57
6. La storia degli Africa Unite (Caudullo, Bonino) 4:44
7. Santamarta degli Ska-J (M. Forieri) 4:01
8. Jah know di Sally Nyolo (E. Doong'na, S. Nyolo) 4:08
9. Filhos da precisao di Rita Ribeiro (E. Dibel) 3:50
10. Uaiò dei Capone & BungtBangt (Capone) 2:46
11. Da bocca a orecchio dei Nuove tribù Zulù (A. Camerini, P. Camerini, R. Berini, E. Giunti) 3:01
12. Je pisse dans un violon di Ramsès (Ramsès) 4:27
13. La danza dei pesci spada degli Yo Yo Mundi (P. Archetti Maestri, E. Merico, A. Cavalieri, F.Martino) 5:29
14. Le monde est fou di Balla Tounkara (B. Tounkara) 5:40
15. Caterfunk della Banda Osiris e Frankie Hi-NRG (G.L. Carlone, R. Carlone, G.C. Macrì, F. Di Gesù) 2:20